# Ратлубор
Ратлубор — река в России, протекает в Шамильском районе Республики Дагестан. Длина реки составляет 19 км. Площадь водосборного бассейна — 140 км².
Начинается в горах. Течёт в общем юго-восточном направлении. На правом берегу стоит село Дагбаш, левый порос берёзово-сосновым лесом, на нём вблизи устья расположено село Ратлуб. Устье реки находится в 98 км по левому берегу реки Аварское Койсу.
Основные притоки — Аждо, Бечарибтляр, Хардахтляр, Кунтнитляр (все — левые).

## Данные водного реестра
По данным государственного водного реестра России относится к Западно-Каспийскому бассейновому округу, водохозяйственный участок реки — Сулак от истока до Чиркейского гидроузла. Речной бассейн реки — Терек.
Код объекта в государственном водном реестре — 07030000112109300000933.